# Жеркорган
Жеркорган (каз. Жерқорған) — средневековое укрепление, расположенное на территории современной Жамбылской области Казахстана, в 28 км к востоку от города Тараз. Датируется VII-XII веками.
Протяжённость Жеркоргана с севера на юг составляет 70 м, с запада на восток — 50 м. Укрепление ограждено земляным валом высотой 1 м. В западной части расположена внутренняя стена высотой до 3 м.
Укрепление было впервые исследовано археологом Г. И. Пацевичем в 1940 году. В ходе археологических раскопок были найдены фрагменты глиняной посуды.